# Noah Fleiss
Noah Fleiss (* 16. April 1984 in White Plains, New York) ist ein US-amerikanischer Filmschauspieler, der seine Karriere als Kinderdarsteller begann.

## Leben
Noah Fleiss hatte seine ersten Rollen im Kindesalter, so spielte er 1993 die Hauptrolle des „Sam“ im Jugendfilm Josh and S.A.M. Für die Filme Die Bitte einer Mutter (1995), Der kalte Hauch des Todes (1996) und Joe the King (1999) wurde er jeweils für einen Young Artist Award nominiert.
2000 spielte er „Jay“ im Episodenfilm Gefühle, die man sieht – Things You Can Tell, 2005 verkörperte er „Tugger“ im Thriller Brick.
2015 spielte er die Figur „Chris Hartley“ für das Computerspiel Until Dawn.

## Filmografie (Auswahl)
- 1993: Josh and S.A.M.
- 1995: Familien-Bande (Roommates)
- 1995: Die Bitte einer Mutter (A Mother’s prayer, Fernsehfilm)
- 1996: Der kalte Hauch des Todes (Chasing the Dragon)
- 1997: Under Pressure (Bad Day On the Block)
- 1999: Joe the King
- 2000: Double Parked
- 2000: Gefühle, die man sieht – Things You Can Tell (Things You Can Tell Just by Looking at Her)
- 2001: Storytelling
- 2001: The Favor
- 2003: Bringing Rain
- 2004: Evergreen
- 2005: Brick
- 2006: Day on Fire
- 2006: Hard Luck
- 2006: Off the Black
- 2007: Mother’s Day Massacre
- 2007: The Speed of Life
- 2008: Red Canyon
- 2008: Capers
- 2010: Beware the Gonzo
- 2010: Consent
- 2011: 11.11
- 2012: Dead Souls
- 2015: No Letting Go
- 2016: The Last Film Festival
- 2017: Stuck
- 2018: Patient 001